# Mariano Sánchez Roca
Mariano Sánchez Roca (Madrid, 22 de junio de 1895-Madrid, 7 de agosto de 1967)  fue un periodista, abogado y editor español.

## Biografía
Nació en Madrid el 22 de junio de 1895. Realizó estudios de derecho por la Universidad de Zaragoza, licenciándose en 1918, y más adelante obtendría el doctorado en derecho por la Universidad Central de Madrid. Se dedicó a la abogacía, llegando a aproximarse al movimiento anarcosindicalista. También se vincularía al periodismo, ejerciendo como director del diario ovetense El Carbayón. En 1925 fundaría el diario zaragozano La Voz de Aragón.
Tras el estallido de la Guerra civil española se convirtió en coronel auditor de la Marina de guerra y posteriormente sería nombrado subsecretario de Justicia, a las órdenes del ministro Juan García Oliver. Por recomendación suya, García Oliver habría nombrado inspector especial de Prisiones al anarquista Melchor Rodríguez, quien consiguió detener las matanzas de Paracuellos durante los nueve días que estuvo en el cargo.
En 1939, tras el final de la guerra civil, marchó al exilio y se trasladó a Cuba. Instalado en La Habana, desarrollaría una prolífica carrera como editor y librero. Fundó la Editorial Lex, especializada en publicaciones de tipo jurídico, y logró establecer una imprenta propia que editaría numerosos títulos. También llegaría a dirigir Crónica, una revista quincenal de carácter cultural. Tras el triunfo de la Revolución cubana crearía una colección, la «Biblioteca Popular Martiana», dedicada a divulgar la obra escrita de José Martí.
A finales de la década de 1960 abandonaría Cuba y se trasladó a la España franquista. Falleció en Madrid el 7 de agosto de 1967.
- Calvo, José Luis (1989). El modernismo literario en Aragón. Institución Fernando el Católico.
- Domingo Cuadriello, Jorge (2004). Españoles en Cuba en el siglo XX. Renacimiento.
- Domingo Cuadriello, Jorge (2009). El exilio republicano español en Cuba. Siglo XXI de España.
- Fernández-Avello, Manuel (1976). Historia del periodismo asturiano. Salinas: Ayalga Ediciones.
- Preston, Paul (2013) [2011]. El Holocausto Español. Odio y Exterminio en la Guerra Civil y después. Barcelona: Debolsillo.
- Tinajero, Araceli (2013). Exilio y cosmopolitismo en el arte y la literatura hispánica. Madrid: Verbum.

- Datos: Q60828692